# Fort Duquesne

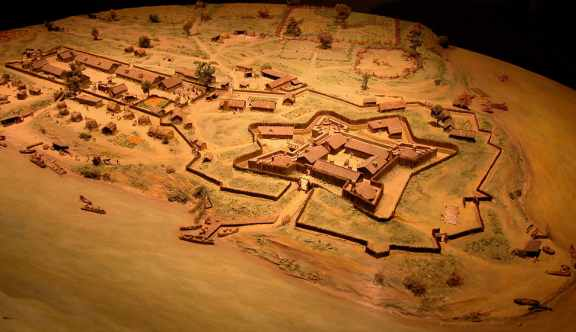
Fort Duquesne nel 1754

Fort Duquesne (originariamente chiamato Fort Du Quesne) fu un forte costruito da francesi alla confluenza del fiume Allegheny e del Monongahela dove oggi si trova Pittsburgh.
Venne distrutto e rimpiazzato da Fort Pitt nel 1758; circa due secoli dopo, il sito è occupato da Point State Park.
Questa zona nel Settecento era considerata, sia dagli inglesi sia dai francesi, come strategica per controllare la valle dell'Ohio e trarne, conseguentemente, vantaggi. L'inglese William Trent stabilì con successo un emporio negli anni Quaranta per commerciare con i villaggi amerindi che stanziavano nelle vicinanze. Negli anni Cinquanta i francesi iniziarono a costruire una linea di forti, iniziando da Fort Presque Ile sul Lago Erie, seguito da Fort Le Boeuf, a circa 15 miglia all'interno, più o meno nell'attuale Wateford, e Fort Machault, sul fiume Allegheny nella Contea di Venango.
Il governatore della Virginia, Robert Dinwiddie, vide questa come una minaccia alla rivendicazione di terre dei virginiani (compreso se stesso). Nel tardo autunno 1753 Dinwiddie inviò il giovane George Washington nell'area per consegnare una lettera al comandante francese, chiedendogli di lasciarli in pace, per stimare la forza e le intenzioni dei francesi. Washington raggiunse Fort Le Boeuf nel dicembre 1753 e fu gentilmente respinto dai francesi.

## Storia
Dopo il ritorno di Washington nel gennaio 1754, Dinwiddie inviò i virginiani a costruire Fort Prince George alla biforcazione. I lavori della costruzione iniziarono il 17 febbraio. Il 18 aprile forze francesi più numerose arrivarono alla biforcazione, obbligando la piccola guarnigione britannica ad arrendersi. I francesi abbatterono il piccolo forte britannico e costruirono Fort Duquesne, chiamato così in onore del Marchese Duquesne, il governatore generale della Nuova Francia.
Washington, che era stato promosso Colonnello del reggimento Virginia da poco creato, partì il 2 aprile verso Fort Prince George con una piccola guarnigione con l'intenzione di costruire una strada e difendere il forte al loro arrivo. Washington era a Wills Creek nella Pennsylvania centro-meridionale, quando ricevette la notizia della resa del forte stesso. Il 25 maggio Washington assunse il comando della spedizione a seguito della morte del colonnello Joshua Fry. Due giorni dopo Washington incontrò una pattuglia francese in un posto ora chiamato Jumonville Glen (diverse miglia a est dell'attuale Uniontown. Washington attaccò i francesi, alcuni di loro scapparono, poi ordinò la costruzione di Fort Necessity in una larga radura, conosciuta come "Great Meadows". Il 3 luglio i francesi costrinsero Washington ad arrendersi, ma permisero a Washington e ai suoi uomini di ritornare a casa senza armamenti.
I francesi costruirono Fort Duquesne durante la guerra franco-indiana ed esso divenne uno dei punti focali per quella guerra, data la sua posizione strategica. I francesi terminarono il forte in tempi rapidi, prima che tornasse la spedizione comandata dal generale Edward Braddock. George Washington servì come uno degli aiutanti di Braddock. Un piccolo assalto portato avanti da James Grant nel settembre 1758 fu respinto con pesanti perdite. Due mesi dopo la spedizione comandata dal generale John Forbes conquistò il sito, dopo che i francesi avevano distrutto Fort Duquesne il giorno precedente. I britannici lo ricostruirono di dimensioni maggiori chiamandolo Fort Pitt.